# سیانزار
سیانزار(به کردی: سیانەزار، Siyanezar) روستایی از توابع بخش سرشیو شهرستان سقز است که در استان کردستان ایران قرار دارد.

## جمعیت
این روستا در دهستان ذوالفقار واقع شده و براساس سرشماری سال ۱۳۸۵، جمعیت آن ۱۶۲ نفر (۲۸ خانوار) بوده‌است.